# Androcles och lejonet
Androcles och lejonet (engelska: Androcles and the Lion) är en brittisk-amerikansk komedifilm från 1952 i regi av Chester Erskine och Nicholas Ray. Filmen är baserad på George Bernard Shaws pjäs Androcles and the Lion från 1912. I huvudrollerna ses Jean Simmons, Victor Mature, Alan Young och Robert Newton.

## Rollista i urval
- Jean Simmons - Lavinia
- Victor Mature - kaptenen
- Alan Young - Androcles
- Robert Newton - Ferrovius
- Maurice Evans - Caesar
- Elsa Lanchester - Megaera
- Reginald Gardiner - Lentulus
- Gene Lockhart - skötare av menageriet
- Alan Mowbray - ledare för gladiatorerna
- Noel Willman - Spintho
- John Hoyt - Cato
- Jim Backus - Centurion
- Lowell Gilmore - Metellus
- Woody Strode - lejonet
- Strother Martin - soldat
- Sylvia Lewis - ledare för vestalerna